# Паметник на миньора
Паметникът на миньора е чешма-паметник, която се намира в центъра на Перник.
Чешмата със скулптура на миньор, държащ лампа и кирка, е едно от емблематичните места в Перник. Намира се до църквата „Св. Иван Рилиски“.
Автор на паметника е скулпторът Михаил Михайлов (1900 – 1945).
Паметникът е открит през 1937 г на празника на миньорите. Построен е по повод изграждането на 22-километров водопровод от Витоша до Перник.